# Arrone

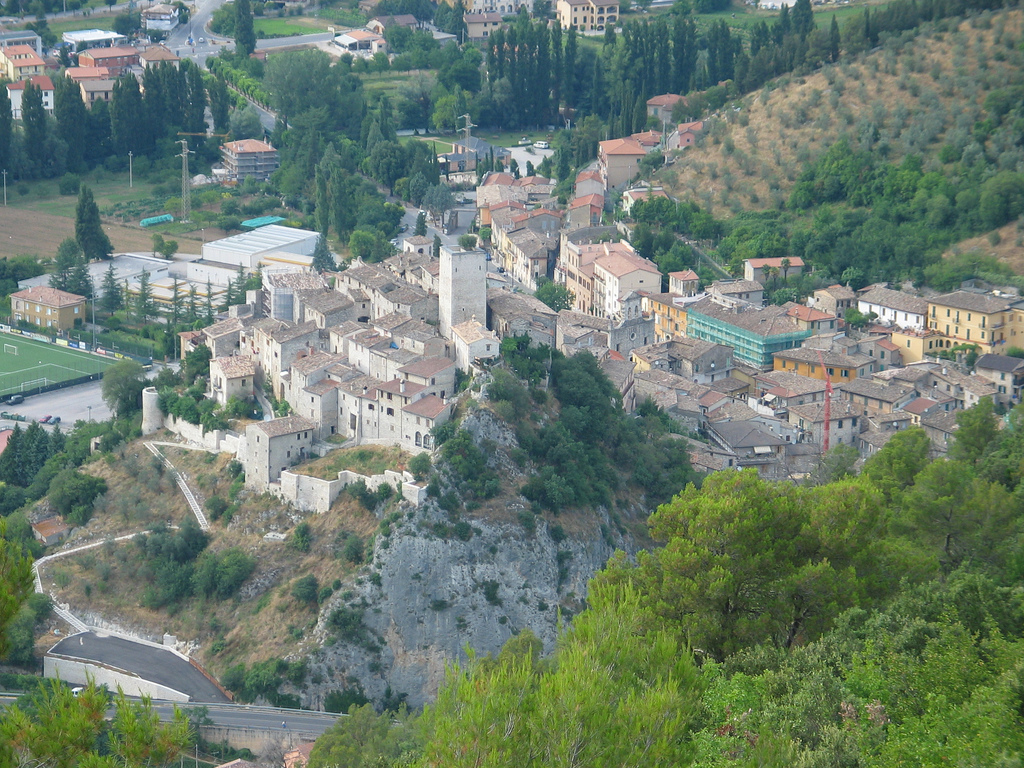

Arrone – miejscowość i gmina we Włoszech, w regionie Umbria, w prowincji Terni.
Według danych na rok 2004 gminę zamieszkiwały 2693 osoby, 67,3 os./km².